# Тест з англійської Duolingo
Duolingo English Test (DET) — це стандартизований тест з англійської мови для вимірювання знання англійської не-носіями мови, які бажають вступити до вищих навчальних закладів. DET — це адаптивний тест, який використовує штучний інтелект для адаптації складності тесту до учасника. Він був розроблений компанією Duolingo у 2014 році як Test Center і став популярним і прийнятим в університетах під час пандемії COVID-19. Тест використовують близько 5000 приймальних комісій університетів, серед яких є найкращі університети світу, як Гарвард, Стенфорд, MIT і Єль. Ірландія приймає тест як частину своєї програми студентських віз. Університети Сполученого Королівства, такі як Лондонська школа економіки, Імперський коледж Лондона, Кінгстонський університет, і Саутгемптонський університет, також приймають тест Duolingo.
Тест Duolingo з англійської мови оцінюється за шкалою від 10 до 160 балів, причому оцінка вище 120 враховує володіння англійською мовою на рівні B2. Тест коштує менше, ніж TOEFL або IELTS, через що багато учнів обирають його замість дорожчих варіантів.

## Порівняння з іншими тестами з англійської мови
| TOEFL iBT Score (0–100) | IELTS Academic Band (0–9) | Duolingo English Test (10–160) | CEFR    |
| --- | ------------------------- | ------------------------------ | ------- |
| 120 | 8.5–9                     | 160                            | C2      |
| 119 | 8                         | 155                            | C2      |
| 117–118 | 8                         | 150                            | C1      |
| 113–116 | 7.5                       | 145                            | C1      |
| 109–112 | 7.5                       | 140                            | C1      |
| 104–108 | 7                         | 135                            | C1      |
| 98–103 | 7                         | 130                            | C1      |
| 93–97 | 6.5                       | 125                            | B2      |
| 87–92 | 6.5                       | 120                            | B2      |
| 82–86 | 6                         | 115                            | B2      |
| 76–81 | 6                         | 110                            | B2      |
| 70–75 | 6                         | 105                            | B2      |
| 65–69 | 5.5                       | 100                            | B2      |
| 59–64 | 5.5                       | 95                             | B1      |
| 53–58 | 5                         | 90                             | B1      |
| 47–52 | 5                         | 85                             | B1      |
| 41–46 | 5                         | 80                             | B1      |
| 35–40 | 4.5                       | 75                             | B1      |
| 30–34 | 4.5                       | 70                             | B1      |
| 24–29 | 4.5                       | 65                             | B1      |
| 0–23 | 0–4                       | 10–60                          | A2 — A1 |
| Вибірка: дані TOEFL iBT включали 328 офіційних звітів про оцінки та 1095 результатів, отриманих самостійно. Академічні дані IELTS включали 1643 офіційні звіти та 4420 оцінок, отриманих самостійно |                           |                                |         |

- Примітка: наведені вище оцінки надає компанія Duolingo, яка займається розробкою тесту DET.[11]

### Книги
- Yancey, Kevin P.; Settles, Burr (20 серпня 2020). A Sleeping, Recovering Bandit Algorithm for Optimizing Recurring Notifications. Proceedings of the 26th ACM SIGKDD International Conference on Knowledge Discovery & Data Mining. ACM. с. 3008—3016. doi:10.1145/3394486.3403351. ISBN 9781450379984. {{cite book}}: |access-date= вимагає |url= (довідка); |archive-url= вимагає |url= (довідка)

- McCarthy, Arya D.; Yancey, Kevin P.; Settles, Burr; Liao, Manqian; Egbert, Jesse; LaFlair, Geoff T. (2021). Jump-Starting Item Parameters for Adaptive Language Tests. Proceedings of the 2021 Conference on Empirical Methods in Natural Language Processing. Stroudsburg: Association for Computational Linguistics. с. 883—899. doi:10.18653/v1/2021.emnlp-main.67.

- D. W., Liya Astarilla (2019). The Effect of Duolingo on English as Foreign Language University Students' Vocabulary Mastery. Proceedings of the Second International Conference on Social, Economy, Education, and Humanity. SCITEPRESS | Science and Technology Publications. с. 209—215. doi:10.5220/0009104502090215. ISBN 978-989-758-464-0. {{cite book}}: |access-date= вимагає |url= (довідка); |archive-url= вимагає |url= (довідка)

Шаблон:DuolingoШаблон:Language tests